# Дубравка (притока Роськи)
Дубравка (Дібрівка) — річка в Україні, у Тетіївському районі Київської області. Права притока Роськи (басейн Дніпра).

## Опис
Довжина 16 км, похил річки — 2,5 м/км. Формується з багатьох безіменних струмків та водойм. Площа басейну 91,3 км².

## Розташування
Бере початок у селі Денихівка. Тече переважно на північний захід через Дібрівку і в Тетієві впадає в річку Роську, праву притоку Росі.

## Галерея

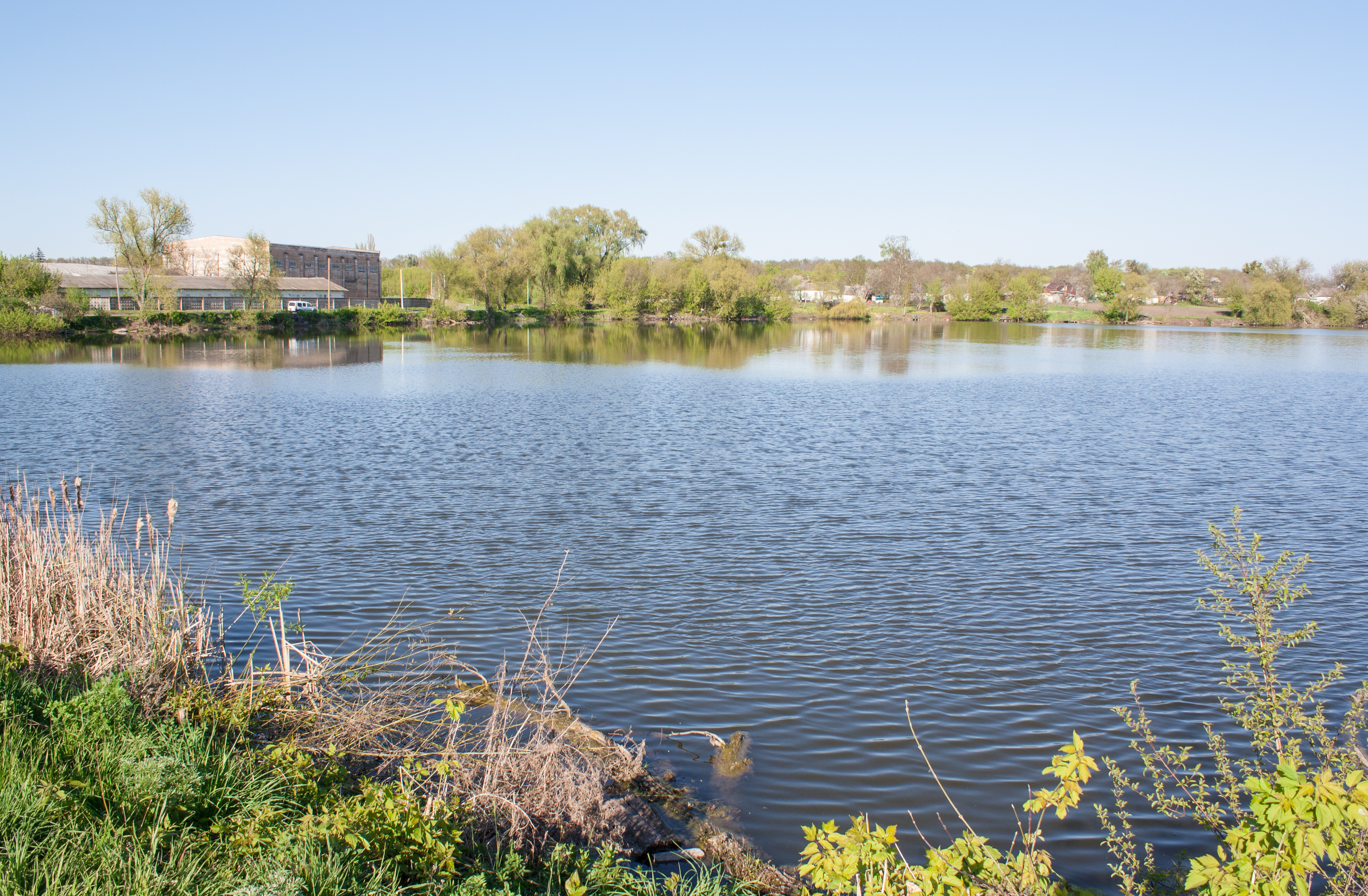
Ставок на річці в селі Денихівка